# Щурин
Щу́рин — село в Україні, у Луцькому районі Волинської області. Входить до складу Доросинівської сільської громади. Населення становить 673 осіб.

## Географія
Село розташоване на лівому березі річки Стир.

## Історія
В кінці XIX століття село Щуринської волості Луцького повіту Волинської губернії. Відстань від повітового міста 44 км. Дворів 74, мешканців 487. Село належало до Олізарів.

## Населення
Згідно з переписом УРСР 1989 року чисельність наявного населення села становила 631 особа, з яких 297 чоловіків та 334 жінки.
За переписом населення України 2001 року в селі мешкала 671 особа.

### Мова
Розподіл населення за рідною мовою за даними перепису 2001 року:
| Мова       | Відсоток |
| ---------- | -------- |
| українська | 98,96 %  |
| російська  | 0,89 %   |
| молдовська | 0,15 %   |

## Відомі люди
- Сирота Сергій Миколайович (1997—2019) — старший солдат Збройних сил України, учасник російсько-української війни.